# زوندرکماندو
زوندرکماندوها (به آلمانی: Sonderkommando) به معنای «واحدهای نظامی ویژه» واحدهای کاری تشکیل شده از زندانیان اردوگاه‌های مرگ آلمان نازی بودند. آن‌ها را اغلب یهودیانی تشکیل می‌دادند که به زور یا تهدید به مرگ ناچار به کمک در خلاصی از اجساد کشته‌شدگان اتاق‌های گاز در کنار دیگر قساوت‌های مربوط به هولوکاست شده بودند. این زندانیان، که همواره هم‌سلولی همدیگر نیز بودند، با اس‌اس-زوندرکوماندوها که نیروهایی اد هوک و تشکیل‌یافته از اعضای دفاتر مختلف اس‌اس بودند، فرق داشتند.
نامی که آلمان‌ها برای این نیروها انتخاب کردند برآمده از زبان دارای ابهام و حسن تعبیر مورد استفاده توسط نازی‌ها برای اشاره به زوایای گوناگون راه حل نهایی است.

## کارگران کارخانه‌های مرگ

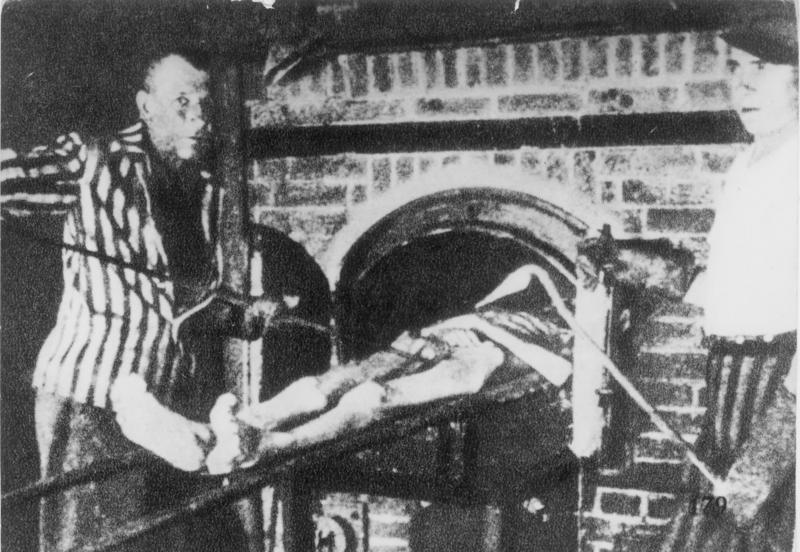
کروه آدم‌سوزی در اردوگاه داخائو، مه ۱۹۴۵

اعضای زوندرکوماندو مستقیماً در کشتارها شرکت نمی‌کردند؛ این مسئولیت برای اس‌اس محفوظ بود، در حالی که وظیفه اصلی زوندرکوماندوها دفع و خلاصی از اجساد بود. در بیشتر موارد، آنها بلافاصله پس از ورود به اردوگاه از دیگران جدا می‌شدند و با تهدید به مرگ خودشان به این وظیفه گماشته می‌شدند. به زوندرکوماندوها دربارهٔ وظایفی که باید انجام می‌دادند هیچگونه اطلاع قبلی داده نمی‌شد، و گاهی آن‌ها در وحشت تمام، اعضای خانواده خود را در میان اجساد کشف می‌کردند. آنها جز خودکشی راهی برای خودداری یا کناره‌گیری از انجام کار نداشتند. آلمانی‌ها گاه با حسن نیت، زوندرکوماندوهای شاغل در بعضی از مکان‌ها و محیط‌ها را Arbeitsjuden (یهودیان برای کار) می‌نامیدند. در بعضی موارد دیگر نیز، از عنوان Hilflinge (مددکاران) برای نامیدن زوندرکوماندوها بهره می‌بردند. در برکناو، زوندرکوماندوها تا سال ۱۹۴۳ بالغ بر ۴۰۰ نفر بود و هنگامی که یهودیان مجارستان در سال ۱۹۴۴ به آنجا تبعید شدند، تعداد آنها ناگهان به بیش از ۹۰۰ نفر افزایش یافت تا بتوانند پاسخگوی روند افزایشی قتل و پاکسازی باشند.
از آنجا که آلمانی‌ها نیاز داشتند تا زوندرکوماندوها توانایی جسمی داشته باشند، شرایط زندگی آن‌ها به نسبت دیگر زندانیان رقت کمتری داشت: آنها در پادگان ویژه خود می‌خوابیدند و اجازه داشتند از کالاهای مختلف مانند غذا، داروها و سیگارهایی استفاده کنند که از همان کسانی که به اتاق‌های گاز فرستاده شده بودند گردآوری شده بود. برخلاف زندانیان عادی، آنها معمولاً هدف قتل خودسرانه نگهبانان قرار نمی‌گرفتند. معیشت و سودمندی آنها بر پایه اینکه تا چه حد می‌توانستند به چرخاندن کارخانه مرگ نازی‌ها کمک برسانند، معین می‌شد.
از آنجا که زوندرکوماندوها آگاهی کاملی از اقدام نازی‌ها در مورد کشتارها داشتند، از آن‌ها با عنوان Geheimnisträger یا «حامل اسرار» یاد می‌شد. از این روی، آنها در انزوا و دور از زندانیانی که به عنوان برده به کار گرفته می‌شدند، نگهداری می‌شدند (نگاه کنید به اداره اصلی اقتصادی و اجرایی اس‌اس). هر سه ماه یک بار، طبق سیاست اس‌اس، تقریباً تمام زوندرکوماندوهایی که در مناطق کشتار اردوگاه‌های مرگ کار می‌کردند، خود به اتاق‌های گاز فرستاده می‌شدند و برای اطمینان از پنهان‌کاری، جایشان را تازه‌واردان پر می‌کردند. با این حال، برخی از زندانیان به دلیل داشتن مهارت‌های ویژه تا یک سال یا بیشتر زنده ماندند. معمولاً وظیفه یک واحد جدید زوندرکوماندو دور انداختن اجساد پیشینیان آنها بود. بنا بر پژوهش‌ها، از زمان ساخت یک اردوگاه مرگ تا برچیده شدن آن، تقریباً ۱۴ نسل از زوندرکوماندوها شکل می‌گرفتند.

### شهادت شاهدان
کمتر از ۲۰ زوندرکوماندو از مجموع چند هزار زوندرکوماندوی مشغول در اردوگاه‌های مرگ تا هنگام آزادسازی آن‌ها زنده ماندند و بعدها دربارهٔ رویدادهای این اردوگاه‌ها شهادت دادند. از میان ایشان می‌توان به هنریک توبر، فیلیپ مولر، دنیل بنامیاس، داریو گابای، موریس ونتزیا، شلومو ونتزیا، و مارتین گری اشاره کرد. نجات شش یا هفت نفر دیگر نیز به اثبات رسیده اما از ایشان شهادتی باقی نمانده‌است. نوشتارهایی از زوندرکوماندوها بعدها در بعضی از اردوگاه‌ها پیدا شدند.
میان سالهای ۱۹۴۳ و ۱۹۴۴، برخی از اعضای زوندرکوماندوهای برکناو توانستند کاغذ و قلم بدست آورند و برخی از تجربیات خود و آنچه را که شاهد بوده‌اند ثبت کنند. این اسناد در محوطه سوزاندن جنازه‌ها دفن و پس از جنگ پیدا شدند. پنج مرد به عنوان نویسندگان این نسخه‌های خطی شناسایی شده‌اند: زالمان گرادوفسکی، زالمان لوئنتال و لیب لانگفوس، که به ییدیش می‌نوشتند؛ خائیم هرمان، که به فرانسوی نوشت و مارسل ناجاری که به یونانی نوشت. از میان این پنج نفر، تنها ناجاری تا آزادی زنده ماند. گرادوفسکی یا در جریان شورشی در مرده‌سوزخانهٔ شماره ۵ در ۷ اکتبر ۱۹۴۴، یا به تلافی آن، کشته شد. باور بر این است که لوئنتال، لانگفوس و هرمان در نوامبر ۱۹۴۴ کشته شده باشند. گرادوفسکی یادداشت زیر را که در محل سوزاندن جنازه‌ها در آشویتس دفن شده بود، نوشت:
ای عزیزی که این نوشته‌ها را پیدا می‌کنی، من تنها یک خواسته از تو دارم، که همانا هدف اصلی نوشتنم است… اینکه روزهای جهنمیم، که فردای بی‌امیدم هدفی در آینده پیدا کند. من تنها بخشی از آنچه در آشویتس-برکنای لعنتی می‌گذرد را منتقل می‌کنم. تو خودخواهی فهمید که واقعیت چجور بوده‌است… از این [نوشته‌ها] تو خود تصویری از اینکه چگونه مردم ما از روی زمین محو شدند به دست می‌آوری.
بیشتر این دست‌نوشته‌ها در بایگانی موزه یادبود ایالتی آشویتس-برکناو نگهداری می‌شوند. موارد استثنا شامل نامه هرمان است (که در بایگانی Amicale des déportés d'Achchwitz-Birkenau نگهداری می‌شود) و متن‌های گرادوفسکی، که یکی از آنها در موزه پزشکی نظامی روسیه در سن پترزبورگ و دیگری در ید وشم، اسرائیل، نگهداری می‌شود. برخی از دست‌نوشته‌ها با عنوان «طومارهای آشویتس»، ویرایش شده توسط بِر مارک ، منتشر شده‌اند. موزه آشویتس نیز برخی دیگر را تحت عنوان «در میان کابوس جنایت» منتشر کرده‌است.

## تصاویر
- زوندرکوماندو در آشویتس-برکناو،
اوت ۱۹۴۴ (عکس پنهانی گرفته شده‌است)
- زوندرکوماندو در آشویتس-برکناو،
اوت ۱۹۴۴ (عکس پنهانی گرفته شده‌است)
- زوندرکوماندو در آشویتس-برکناو،
اوت ۱۹۴۴ (عکس پنهانی گرفته شده‌است)

- زوندرکوماندو در آشویتس-برکناو،
اوت ۱۹۴۴. به خاکستر کشیدن اجساد
- زوندرکوماندو در آشویتس-برکناو،
اوت ۱۹۴۴
- زوندرکوماندو در آشویتس-برکناو،
اوت ۱۹۴۴. راهپیمایی به سوی اتاق‌های گاز